# Wilk chodnikowy
Wilk chodnikowy – pierwszy album solowy polskiego rapera Jarosława Jaruszewskiego występującego pod pseudonimem Bisz. Wydawnictwo ukazało się 20 września 2012 roku nakładem wytwórni muzycznej Fandango Records. W ramach promocji do utworów „Jestem bestią”, „Banicja” i „Pollock” zostały zrealizowane teledyski.
Nagrania zadebiutowały na 4. miejscu zestawienia OLiS. Pochodzący z albumu utwór pt. „Pollock” znalazł się na liście „120 najważniejszych polskich utworów hip-hopowych” według serwisu T-Mobile Music. 
Według samego rapera, jak i wydawcy Fandango Records, w lutym 2013 roku płyta uzyskała status złotej.
W 2020 roku album otrzymał nagrodę Popkillera w kategorii „Album Dekady”.

## Lista utworów
Opracowano na podstawie materiału źródłowego.
1. „Zew” (prod. Oer) – 1:32
2. „Wilk chodnikowy” (prod. Złote Twarze, fortepian: Pawbeats) – 3:58
3. „Jestem bestią” (prod. Brudny Wosk, scratche: DJ Ike, DJ Paulo) – 3:07
4. „Carrie” (prod. Mr.Ed, scratche: DJ Paulo) – 3:27
5. „Wnyki” (prod. Kosa, Pekro) – 3:05
6. „Zawleczki, nakrętki, kapsle” (prod. Nocne Nagrania) – 3:32
7. „Niech czas stanie” (prod. Lenzy) – 3:40
8. „Trainspotting” (prod. Puzzel, syntezator: Pawbeats) – 3:37
9. „W biegu” (prod. Brudny Wosk, scratche: DJ Ike) – 3:10
10. „Role Playing Life” (prod. Brudny Wosk) – 3:15
11. „Głupiomądry” (prod. Szops) – 3:20
12. „Indygo” (prod. Pawbeats) – 3:35
13. „Pollock” (prod. Bob Air) – 3:25
14. „Banicja” (prod. Pawbeats) – 4:45